# ジャクソン (オハイオ州)
ジャクソン(英: Jackson)は、アメリカ合衆国オハイオ州ジャクソン郡にある市。ジャクソン郡の郡庁所在地である。2000年の統計によると、人口は6,184人である。

## 地理
ジャクソンは、北緯39度3分3秒、西経82度38分23秒にある。アメリカ合衆国統計局の調査によると、20.1km2を占め、19.5km2が陸であり、0.6km2が池や川である。3.22%を水が占めている。

## 統計
2000年の統計によると、6,184人が住んでおり、2,667の世帯、1,712の家族が住んでいる。人口密度は、317.9人/km2である。2,905件の住居があり、149.4件/km2である。人口の98.19%が白人、0.44%がアフリカ系アメリカ人、0.19%がアメリカ先住民、0.26%がアジア系、0.03%がハワイやグアムなどの島々からの移民、0.29%がそのほかの民族や人種、0.60%が2つ以上の民族や人種を親に持ち、0.86%がヒスパニック系である。
2,667世帯のうち、30.9%が18歳未満の子供と一緒に生活しており、45.8%は夫婦で生活している。14.2%は未婚の女性が世帯主であり、35.8%は結婚していない。32.4%は1人以上の独身の居住者が住んでおり、14.6%は65歳以上で独身である。1世帯の平均人数は2.32人であり、結婚している家庭の場合は、2.91人である。
人口の24.7%が18歳未満で、8.9%が18歳から24歳、27.8%が25歳から44歳、22.2%が45歳から64歳、16.3%が65歳以上である。平均年齢は38歳である。女性100人に対し、85.1人が男性である。18歳以上の女性100人に対し、80.3人が18歳以上の男性である。
1世帯の平均年収は、26,728ドルであり、結婚している家庭の場合は33,456ドルである。男性の平均収入が31,131ドルであるのに対し、女性は21,612ドルである。住民1人当たりの収入は14,855ドルであり、人口の18.7%、14.6%の家庭が貧困状態にある。18歳未満の23.6％、65歳以上の18.4%が貧困状態にある。